# Ministerio de Educación (República de China)
El Ministerio de Educación es el ministerio de la República de China responsable de incorporar las políticas educativas y gestionar las escuelas públicas.

## Estructura organizativa

### Departamentos políticos
- Departamento de Planificación
- Departamento de Educación Superior
- Departamento de Educación Tecnológica y Profesional
- Departamento de Educación Permanente
- Departamento de Educación Internacional y a Través del Estrecho
- Departamento de Magisterio y Educación Artística
- Departamento de Información y Educación Tecnológica
- Departamento de Asuntos Estudiantiles y Educación Especial

### Departamentos administrativos
- Departamento de Asuntos Secretariales
- Departamento de Personal
- Departamento de Ética del Servicio Civil
- Departamento de contabilidad
- Departamento de Estadística
- Departamento de Asuntos Jurídicos
- Comisión Fiscalizadora de Asuntos de Jubilación, Compensación, Renuncia e Indemnización de Docentes y Personal de Escuelas Particulares

### Agencias
- Administración Deportiva
- Administración de Educación K-12
- Administración de Desarrollo Juvenil
- Academia Nacional de Investigación Educativa
- Biblioteca Central Nacional
- Museo Nacional de Biología Marina y Acuario
- Museo Nacional de Ciencias Naturales
- Museo Nacional de Ciencia y Tecnología
- Centro Nacional de Educación Científica de Taiwán
- Radio Educación Nacional
- Biblioteca Nacional de Información Pública
- Biblioteca Nacional de Taiwán
- Centro Nacional de Educación Artística de Taiwán
- Museo Nacional de Ciencia y Tecnología Marinas
- Centro Nacional de Entrenamiento Deportivo

## Historia
En 2022, en respuesta a las quejas de las instituciones de educación superior sobre el límite semanal de visitantes entrantes, el Ministerio de Educación reservó espacios adicionales para estudiantes extranjeros para garantizar que no se les impidiera ingresar a la RdeC.

## Lista de oficinas en el extranjero
La siguiente es una lista de oficinas en el extranjero:
| Country        | City             | Name of office |
| -------------- | ---------------- | --- |
| Canadá         | Ottawa           | División de Educación, Oficina Económica y Cultural de Taipéi en Canadá                                                    |
| Canadá         | Vancouver        | División de Educación, Oficina Económica y Cultural de Taipéi en Vancouver                                                 |
| Estados Unidos | Washington D. C. | División de Educación, Oficina de Representación Económica y Cultural de Taipéi en los Estados Unidos                      |
| Estados Unidos | Boston           | División de Educación, Oficina Económica y Cultural de Taipéi en Boston                                                    |
| Estados Unidos | Nueva York       | División de Educación, Oficina Económica y Cultural de Taipéi en New York                                                  |
| Estados Unidos | Chicago          | División de Educación, Oficina Económica y Cultural de Taipéi en Chicago                                                   |
| Estados Unidos | Houston          | División de Educación, Oficina Económica y Cultural de Taipéi en Houston                                                   |
| Estados Unidos | Los Ángeles      | División de Educación, Oficina Económica y Cultural de Taipéi en Los Ángeles                                               |
| Estados Unidos | San Francisco    | División de Educación, Oficina Económica y Cultural de Taipéi en San Francisco                                             |
| Paraguay       | Asunción         | Oficina del Consejero de Educación, Embajada de la República de China en Paraguay                                          |
| Rusia          | Moscú            | División de Educación, Oficina de Representación en Moscú de la Comisión de Coordinación Económica y Cultural Taipéi-Moscú |
| Francia        | París            | Departamento de Educación, Oficina de Representación de Taipéi en Francia                                                  |
| Bélgica        | Brussels         | División de Educación, Oficina de Representación de Taipéi en la UE y Bélgica                                              |
| Alemania       | Berlín           | Abteilung für Bildung, Taipeh Vertretung in der Bundesrepublik Deutschland                                                 |
| Reino Unido    | London           | División de Educación, Oficina de Representación de Taipéi en el Reino Unido                                               |
| Austria        | Viena            | División de Educación, Oficina Económica y Cultural de Taipéi en Austria                                                   |
| Suecia         | Estocolmo        | División de Educación, Misión de Taipéi en Suecia                                                                          |
| Polonia        | Varsovia         | División de Educación, Oficina de Representación de Taipéi en Polonia                                                      |
| Japón          | Tokio            | División de Educación, Oficina de Representación Económica y Cultural de Taipéi en Japan                                   |
| Japón          | Osaka            | Oficina Económica y Cultural de Taipéi en Osaka                                                                            |
| Japón          | Fukuoka          | Oficina Económica y Cultural de Taipéi en Fukuoka                                                                          |
| Singapur       | Singapur         | División de Educación, Oficina Económica y Cultural de Taipéi en Singapur                                                  |
| Corea del Sur  | Seúl             | División de Educación, Misión de Taipéi en Corea                                                                           |
| India          | New Delhi        | División de Educación, Centro Económico y Cultural de Taipéi en Nueva Delhi                                                |
| Malasia        | Kuala Lumpur     | División de Educación, Oficina Económica y Cultural de Taipéi en Malasia                                                   |
| Australia      | Barton, ACT      | División de Educación, Oficina Económica y Cultural de Taipéi en Australia                                                 |
| Tailandia      | Bangkok          | Oficina Económica y Cultural de Taipéi en Tailandia                                                                        |
| Vietnam        | Ho Chi Minh      | Oficina Económica y Cultural de Taipéi en Ciudad Ho Chi Minh                                                               |
| China          | Hong Kong        | Oficina Económica y Cultural de Taipéi en Hong Kong                                                                        |
| Indonesia      | Yakarta          | Oficina Económica y Comercial de Taipéi, Yakarta, Indonesia                                                                |

## Lista de Ministros
Partido político:      Kuomintang      Independiente      Partido Progresista Democrático
| N.º  | Nombre                      | Término en el puesto     | Término en el puesto     | Días | Partido                         | Primer ministro                                               |
| ---- | --------------------------- | ------------------------ | ------------------------ | ---- | ------------------------------- | ------------------------------------------------------------- |
| 1    | Chu Chia-hua (朱家驊)       | 31 de mayo de 1948       | 22 de diciembre de 1948  | 205  | Kuomintang                      | Weng Wenhao Sun Fo                                            |
| 2    | Mei Yi-chi (梅貽琦)         | No asumió el cargo       | No asumió el cargo       | —    | Independiente                   |                                                               |
| —    | Chen Hsueh-ping (陳雪屏)    | 30 de diciembre de 1948  | 5 de abril de 1949       | 96   | Kuomintang                      | Sun Fo He Yingqin                                             |
| 3    | Han Lih-wu (杭立武)         | 7 de abril de 1949       | 16 de marzo de 1950      | 343  | Kuomintang                      | He Yingqin Yan Xishan Chen Cheng I                            |
| 4    | Cheng Tien-fong (程天放)    | 16 de marzo de 1950      | 1 de junio de 1954       | 1538 | Kuomintang                      | Chen Cheng I                                                  |
| 5    | Chang Chi-yun (張其昀)      | 1 de junio de 1954       | 19 de julio de 1958      | 1509 | Kuomintang                      | Yu Hung-Chun Chen Cheng II                                    |
| 6    | Mei Yi-chi (梅貽琦)         | 19 de julio de 1958      | 1 de marzo de 1961       | 956  | Independiente                   | Chen Cheng II                                                 |
| 7    | Huang Chi-lu (黃季陸)       | 1 de marzo de 1961       | 25 de enero de 1965      | 1426 | Kuomintang                      | Chen Cheng II Yen Chia-kan                                    |
| 8    | Yen Chen-hsing (閻振興)     | 25 de enero de 1965      | 1 de julio de 1969       | 1618 |                                 | Yen Chia-kan                                                  |
| 9    | Chung Chiao-kuang (鍾皎光)  | 1 de julio de 1969       | 16 de abril de 1971      | 654  |                                 | Yen Chia-kan                                                  |
| 10   | Lo Yun-ping (羅雲平)        | 16 de abril de 1971      | 1 de junio de 1972       | 412  |                                 | Yen Chia-kan                                                  |
| 11   | Chiang Yen-si (蔣彥士)      | 1 de junio de 1972       | 25 de abril de 1977      | 1789 | Kuomintang                      | Chiang Ching-kuo                                              |
| 12   | Lee Yuan-tsu (李元簇)       | 25 de abril de 1977      | 1 de junio de 1978       | 402  | Kuomintang                      | Chiang Ching-kuo                                              |
| 13   | Chu Hui-sen (朱匯森)        | 1 de junio de 1978       | 1 de junio de 1984       | 2192 | Kuomintang                      | Sun Yun-suan                                                  |
| 14   | Lee Huan (李煥)             | 1 de junio de 1984       | 4 de julio de 1987       | 1128 | Kuomintang                      | Yu Kuo-hwa                                                    |
| 15   | Mao Gao-wen (毛高文)        | 4 de julio de 1987       | 27 de febrero de 1993    | 2065 | Kuomintang                      | Yu Kuo-hwa Lee Huan Hau Pei-tsun                              |
| 16   | Kuo Wei-fan (郭為藩)        | 27 de febrero de 1993    | 10 de junio de 1996      | 1199 | Kuomintang                      | Lien Chan                                                     |
| 17   | Wu Jin (吳京)               | 10 de junio de 1996      | 9 de febrero de 1998     | 609  | Kuomintang                      | Lien Chan Vincent Siew                                        |
| 18   | Lin Ching-chiang (林清江)   | 9 de febrero de 1998     | 15 de junio de 1999      | 491  | Kuomintang                      | Vincent Siew                                                  |
| 19   | Yang Chao-hsiang (\|楊朝祥) | 15 de junio de 1999      | 20 de mayo de 2000       | 340  | Kuomintang                      | Vincent Siew                                                  |
| 20   | Ovid Tzeng (曾志朗)         | 20 de mayo de 2000       | 1 de febrero de 2002     | 622  |                                 | Tang Fei Chang Chun-hsiung I                                  |
| 21   | Huang Jong-tsun (黃榮村)    | 1 de febrero de 2002     | 20 de mayo de 2004       | 839  | Independiente                   | Yu Shyi-kun                                                   |
| 22   | Tu Cheng-sheng (杜正勝)     | 20 de mayo de 2004       | 20 de mayo de 2008       | 1461 | Independiente                   | Yu Shyi-kun Frank Hsieh Su Tseng-chang I Chang Chun-hsiung II |
| 23   | Cheng Jei-cheng (鄭瑞城)    | 20 de mayo de 2008       | 10 de septiembre de 2009 | 478  |                                 | Liu Chao-shiuan                                               |
|      |                             |                          |                          |      |                                 |                                                               |
| 24   | Wu Ching-ji (吳清基)        | 10 de septiembre de 2009 | 6 de febrero de 2012     | 879  | Kuomintang                      | Wu Den-yih                                                    |
| 25   | Chiang Wei-ling (蔣偉寧)    | 6 de febrero de 2012     | 14 de julio de 2014      | 889  |                                 | Chen Chun Jiang Yi-huah                                       |
| —    | Chen Der-hwa (陳德華)       | 14 de julio de 2014      | 6 de agosto de 2014      | 23   |                                 | Jiang Yi-huah                                                 |
| 26   | Wu Se-hwa (吳思華)          | 6 de agosto de 2014      | 20 de mayo de 2016       | 653  |                                 | Jiang Yi-huah Mao Chi-kuo Chang San-cheng                     |
| 27   | Pan Wen-chung (潘文忠)      | 20 de mayo de 2016       | 19 de abril de 2018      | 699  |                                 | Lin Chuan William Lai                                         |
| 28   | Wu Maw-kuen (吳茂昆)        | 19 de abril de 2018      | 29 de mayo de 2018       | 40   |                                 | William Lai                                                   |
| —    | Yao Leeh-ter (姚立德)       | 30 de mayo de 2018       | 15 de julio de 2018      | 61   |                                 | William Lai                                                   |
| 29   | Yeh Jiunn-rong (葉俊榮)     | 16 de julio de 2018      | 25 de diciembre de 2018  | 162  | Partido Progresista Democrático | William Lai                                                   |
| —    | Yao Leeh-ter (姚立德)       | 26 de diciembre de 2018  | 13 de enero de 2019      | 18   |                                 | William Lai                                                   |
| (27) | Pan Wen-chung (潘文忠)      | 14 de enero de 2019      | Títular                  | 2332 |                                 | Su Tseng-chang II                                             |

## Relaciones con laUNESCO
Decisiones adoptadas por el Consejo Ejecutivo en su 188.ª reunión en 2011, recordando en virtud del mandato del Comité de Asociados No Gubernamentales (23 miembros), teniendo en cuenta las Directrices relativas a la asociación de la UNESCO con las organizaciones no gubernamentales, adoptadas por el Consejo General Conferencia en su 36.ª reunión, así como las siguientes resoluciones aprobadas por la Conferencia General, que con la Resolución 21 C/7.11, relativa a las organizaciones internacionales no gubernamentales que mantienen relaciones con la UNESCO y en las que siguen participando órganos o elementos vinculados con las autoridades de la República de China en nombre de la República Popular China.

## Acceso
Se puede acceder al edificio del MOE caminando al noreste de la estación del hospital NTU del metro de Taipéi en la Línea Roja.